# 丘多米爾灣
63°51′30″S 58°26′00″W / 63.85833°S 58.43333°W

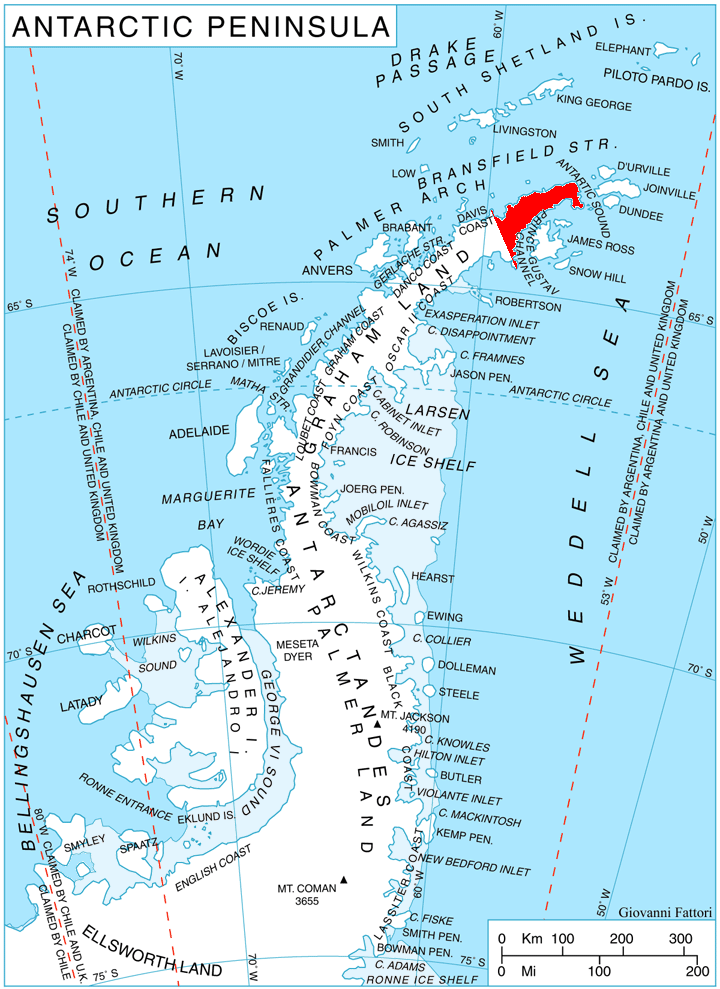

丘多米爾灣（Chudomir Cove），是南極洲的海灣，位於特里尼蒂島東南岸，處於皮特角以南、基滕角以北，長3.4公里、寬4.3公里，以保加利亞作家命名，現時由南極條約體系管理。